# Massawa

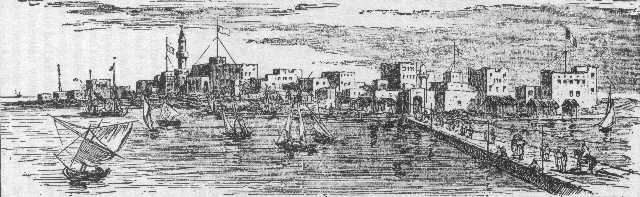
Massawa en el.

Massawa o Mitsiwa (en italiano: Massaua) es una importante ciudad portuaria de Eritrea situada en la costa del Mar Rojo. El enclave ha tenido siempre una gran importancia estratégica por lo que ha sido colonizado sucesivamente por Portugal, Egipto, el Imperio otomano, el Reino Unido e Italia, esta última en 1885. Fue la capital de Eritrea hasta que se trasladó a Asmara en 1897.

## Historia
Massawa es mencionada por primera vez en la Crónica Real del emperador etíope Yeshaq, con motivo de la revuelta del gobernador imperial de la zona. Aunque originalmente la ciudad solo ocupaba la Isla de Massawa, posteriormente se extendió hasta cubrir la Isla Taulud y el continente, que ahora están unidos mediante calzadas.
Massawa cayó bajo el poder del Imperio otomano en 1557, el cual la usó como base en su intento de conquistar la provincia etíope de Tigray. Las autoridades otomanas pusieron la ciudad y sus territorios más inmediatos bajo el mando de un aristócrata de la etnia Beja, al que nombraron Naib de Massawa, y que respondía de su gestión ante el gobernador otomano de Suakin. Durante el siglo XIX fue gobernada, como la mayor parte de la costa africana del Mar Rojo, por los egipcios con el consentimiento de los otomanos. Como consecuencia de la derrota egipcia en la batalla de Gura, el dominio egipcio del puerto decayó y, con ayuda del Imperio británico, Massawa pasó a control italiano como parte de su colonia de Eritrea en 1885.
La ocupación italiana de Massawa se produjo de forma pacífica el 5 de febrero de 1885 por parte de un cuerpo expedicionario formado por 1.500 hombres a las órdenes del coronel Tancredi Saletta, y contó con el beneplácito de Gran Bretaña, la cual había solicitado la intervención.
El 12 de febrero se envió otro contingente militar compuesto por 42 oficiales y 920 soldados, seguido de una tercera expedición el 24 de febrero. En el curso de los tres meses siguientes, las tropas italianas habían ocupado toda la franja costera etíope comprendida entre Massawa y Assab.
Sirviéndose de los italianos, los ingleses intentaban atenuar el radio de acción de Francia en África y reprimir la revuelta suscitada en aquellos años en el vecino Sudán por parte de los independentistas seguidores de Muhammad Ahmad, llamado el "Mahdi".
Las protestas de Egipto y de Turquía no tuvieron eco en Europa y la guarnición egipcia, que no había opuesto ninguna resistencia a la ocupación, fue repatriada a finales del año.
Durante la Segunda Guerra Mundial, un gran número de naves italianas y alemanas fueron hundidas para bloquear el puerto. Los barcos fueron salvados y las instalaciones portuarias volvieron a ponerse en servicio en 1942 por el capitán de navío estadounidense Edward Ellsberg. Al ser el mayor y más seguro puerto de la costa este africana, así como el mayor puerto de aguas profundas del Mar Rojo, Massawa fue cuartel general de la armada etíope.
Durante la guerra de la Independencia de Eritrea, unidades del Frente Popular de Liberación de Eritrea tomaron Massawa en febrero de 1990 como consecuencia de un ataque sorpresa lanzado simultáneamente desde tierra y mar. Su éxito interrumpió la principal vía de aprovisionamiento del Segundo Ejército Etíope en Asmara, que, a partir de entonces, tuvo que ser  por vía aérea. En respuesta, Mengistu Haile Mariam ordenó el bombardeo de la ciudad, ocasionando daños considerables.

## Lugares de interés
Massawa cuenta con una base naval, grandes muelles de carga, un aeropuerto y una línea férrea que la enlaza con Asmara. Los ferries que parten de la ciudad la unen con las Islas Dahlak y con la cercana Isla Green.
Entre los edificios más notables de la ciudad se encuentran la Mezquita Sheikh Hanafi, del siglo XV, y varias casas de coral. También sobreviven abundantes edificios de la época otomana, como el bazar, más otros de factura más reciente como el Palacio Imperial, reconstruido en 1872 por Werner Munzinger; la catedral de Santa María; la Villa Melotti (edificada en la década de 1930) y el Banco de Italia. La guerra eritrea de Independencia es recordada en un monumento conmemorativo formado por tres tanques que se encuentra en el centro de Massawa.
Con la independencia de facto de Eritrea (liberación militar completa) en 1991, Etiopía volvió a estar sin salida al mar y su armada fue desmantelada (parcialmente asumida por la naciente armada nacional de Eritrea).
Durante la guerra entre Eritrea y Etiopía, el puerto estuvo inactivo, principalmente debido al cierre de la frontera entre Eritrea y Etiopía, que separó a Massawa del resto del país. Un gran barco de granos donado por los Estados Unidos, que contenía 15.000 toneladas de alimentos de socorro, que atracó en el puerto a fines de 2001, fue el primer envío importante manejado por el puerto desde que comenzó la guerra.